# الجمعية الأردنية لحماية السلاحف البحرية والبرية
الجمعية الأردنية لحماية السلاحف البحرية والبرية تأسست هذه الجمعية في الأردن نهاية عام 2011 على يد عبير البلبيسي وبدات بممارسة نشاطها مطلع 2012. تهدف هذه الجمعية إلى نشر وتعزيز الوعي البيئي لدى كافة شرائح المجتمع بأهمية الحفاظ على السلاحف البحرية والبرّية والنهريّة. وتعمل على المحافظة على المجموعة الحيوية المعروفة والأخرى المهددة بالإنقراض بمختلف أنواعها في موائلها الطبيعية وإكثار المهدد منها وحمايتها من التلوث. كما تقوم بوضع الخطط الهادفة للحفاظ على السلاحف بمختلف أنواعها في المملكة والمبادرة والمشاركة في تنفيذ هذه الخطط مع الجهات المعنية والسعي لتطوير السياحة البيئية في مناطق المحميات الطبيعية للسلاحف بمختلف أنواعها وإشراك المجتمعات المحلية في حماية السلاحف بمختلف أنواعها.
الجمعية هي عضو رسمي في الاتحاد الدولي لحماية الطبيعة (IUCN) وعضو في اللجنة الدولية التابعة للمنظمة للهلال والصليب الازرق (FIBCO). وعضو في المنظمة الأسترالية (WTA).